# Carlos Corberán
Carlos Corberán Vallet (Cheste, 7 aprile 1983) è un allenatore di calcio ed ex calciatore spagnolo, di ruolo portiere, tecnico del Valencia.

## Statistiche
Statistiche aggiornate al 30 maggio 2025. In grassetto le competizioni vinte.
| Stagione             | Squadra              | Campionato           | Campionato | Campionato | Campionato | Campionato | Coppe nazionali | Coppe nazionali | Coppe nazionali | Coppe nazionali | Coppe nazionali | Coppe continentali | Coppe continentali | Coppe continentali | Coppe continentali | Coppe continentali | Altre coppe | Altre coppe | Altre coppe | Altre coppe | Altre coppe | Totale | Totale | Totale | Totale | % Vittorie | Piazzamento |
| Stagione             | Squadra              | Comp                 | G          | V          | N          | P          | Comp            | G               | V               | N               | P               | Comp               | G                  | V                  | N                  | P                  | Comp        | G           | V           | N           | P           | G      | V      | N      | P      | %          | Piazzamento |
| -------------------- | -------------------- | -------------------- | ---------- | ---------- | ---------- | ---------- | --------------- | --------------- | --------------- | --------------- | --------------- | ------------------ | ------------------ | ------------------ | ------------------ | ------------------ | ----------- | ----------- | ----------- | ----------- | ----------- | ------ | ------ | ------ | ------ | ---------- | ----------- |
| dic. 2016-gen. 2017  | Doxa Katōkopias      | A                    | 8          | 1          | 2          | 5          | KK              | -               | -               | -               | -               | -                  | -                  | -                  | -                  | -                  | -           | -           | -           | -           | -           | 8      | 1      | 2      | 5      | 12,50      | Sub., Eson. |
| feb.- mag. 2017      | Ermīs Aradippou      | A                    | 15         | 6          | 2          | 7          | KK              | -               | -               | -               | -               | -                  | -                  | -                  | -                  | -                  | -           | -           | -           | -           | -           | 15     | 6      | 2      | 7      | 40,00      | Sub. 7°     |
| 2020-2021            | Huddersfield Town    | FLC                  | 46         | 12         | 13         | 21         | FACup+CdL       | 1+1             | 0+0             | 0+0             | 1+1             | -                  | -                  | -                  | -                  | -                  | -           | -           | -           | -           | -           | 48     | 12     | 13     | 23     | 25,00      | 20°         |
| 2021-2022            | Huddersfield Town    | FLC                  | 46+3       | 23+1       | 13+1       | 10+1       | FACup+CdL       | 3+2             | 2+0             | 0+1             | 1+1             | -                  | -                  | -                  | -                  | -                  | -           | -           | -           | -           | -           | 54     | 26     | 15     | 13     | 48,15      | 3°          |
| Totale Huddersfield  | Totale Huddersfield  | Totale Huddersfield  | 95         | 36         | 27         | 32         |                 | 7               | 2               | 1               | 4               |                    | -                  | -                  | -                  | -                  |             | -           | -           | -           | -           | 102    | 38     | 28     | 36     | 37,25      |             |
| ago.-set. 2022       | Olympiacos           | SLE                  | 5          | 2          | 2          | 1          | CG              | -               | -               | -               | -               | UEL                | 6                  | 0                  | 4                  | 2                  | -           | -           | -           | -           | -           | 11     | 2      | 6      | 3      | 18,18      | Eson.       |
| ott. 2022-2023       | West Bromwich        | FLC                  | 30         | 16         | 4          | 10         | FACup+CdL       | 3+0             | 1               | 1               | 1               | -                  | -                  | -                  | -                  | -                  | -           | -           | -           | -           | -           | 33     | 17     | 5      | 11     | 51,52      | Sub. 9°     |
| 2023-2024            | West Bromwich        | FLC                  | 46+2       | 21+0       | 12+1       | 13+1       | FACup+CdL       | 2+1             | 1+0             | 0+0             | 1+1             | -                  | -                  | -                  | -                  | -                  | -           | -           | -           | -           | -           | 51     | 22     | 13     | 16     | 43,14      | 5°          |
| 2024-2025            | West Bromwich        | FLC                  | 22         | 8          | 11         | 3          | FACup+CdL       | 0+1             | 0+0             | 0+0             | 0+1             | -                  | -                  | -                  | -                  | -                  | -           | -           | -           | -           | -           | 23     | 8      | 11     | 4      | 34,78      | Risoluz.    |
| Totale West Bromwich | Totale West Bromwich | Totale West Bromwich | 100        | 45         | 28         | 27         |                 | 7               | 2               | 1               | 4               |                    | -                  | -                  | -                  | -                  |             | -           | -           | -           | -           | 107    | 47     | 29     | 31     | 43,93      |             |
| dic. 2024-2025       | Valencia             | PD                   | 21         | 9          | 7          | 5          | CR              | 3               | 2               | 0               | 1               | -                  | -                  | -                  | -                  | -                  | -           | -           | -           | -           | -           | 24     | 11     | 7      | 6      | 45,83      | Sub. 12°    |
| Totale carriera      | Totale carriera      | Totale carriera      | 244        | 99         | 68         | 77         |                 | 17              | 6               | 2               | 9               |                    | 6                  | 0                  | 4                  | 2                  |             | -           | -           | -           | -           | 267    | 105    | 74     | 88     | 39,33      |             |